# Neottiura
Neottiura es un género de arañas de la familia Theridiidae, orden Araneae. Fue descrito por el alemán Anton Menge en 1886.

## Especies
- Neottiura bimaculata (Linnaeus, 1767)
- Neottiura bimaculata pellucida (Simon, 1873)
- Neottiura curvimana (Simon, 1914)
- Neottiura herbigrada (Simon, 1873)
- Neottiura margarita (Yoshida, 1985)
- Neottiura suaveolens (Simon, 1880)
- Neottiura uncinata (Lucas, 1846)